# Solaris (winorośl)

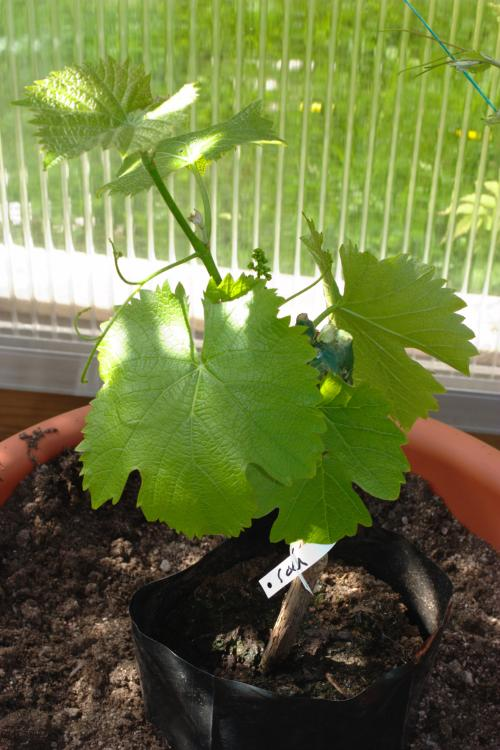
Sadzonka winnej latorośli odmiany solaris

Solaris – stosunkowo nowy, wyhodowany w 1975 przez Norberta Beckera we Fryburgu Bryzgowijskim międzygatunkowy mieszaniec winnej latorośli o jasnej skórce. Wśród przodków odmiany znajduje się winorośl amurska. 

## Pochodzenie
Odmiana 'Solaris' jest odmianą hybrydową, wyhodowaną z merzlinga i siewki 'Geisenheim 6493' (zarya severa × muscat ottonel). Nazwa pochodzi od łacińskiego słoneczny i ma symbolizować siłę i wczesne dojrzewanie. W 2004 została dopuszczona w Niemczech do uprawy masowej.

## Właściwości winorośli
Z solaris, jako odmiany o jasnych skórkach produkuje się białe wina. Do istotnych właściwości solaris należy odporność na choroby grzybowe. Liście są duże, trzyczęściowe i ciemnozielone. Owoce są średniej wielkości. Grona średniej wielkości, cylindryczno-stożkowate. Odmiana wczesna, Roślina puszcza pędy, kwitnie i dojrzewa około tygodnia wcześniej niż przeciętnie inne odmiany. Istotną właściwością rośliny jest jej mrozoodporność. Solaris nie jest wymagająca, jeśli chodzi o stanowisko. Owoce w pełni dojrzałe mają bursztynowożółtą barwę. Przy suchej i ciepłej pogodzie w sierpniu i we wrześniu część jagód ulega botrytyzacji (powierzchniowemu gniciu), a zawartość ekstraktu przekracza wtedy 25%.

## Cięcie

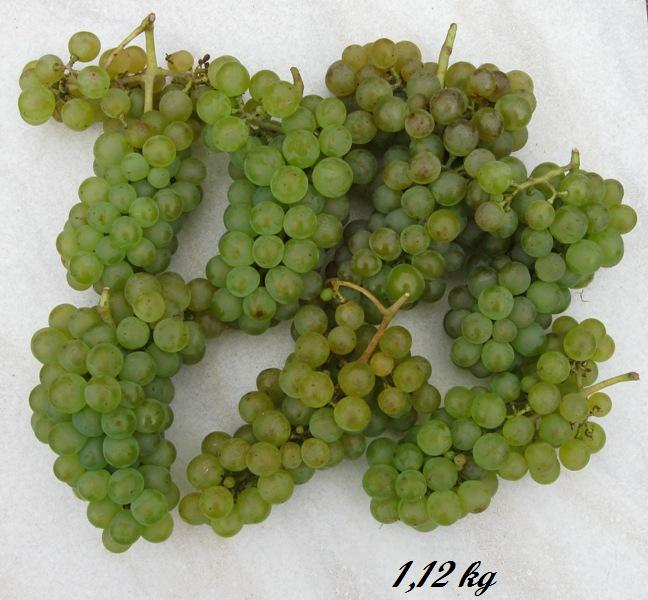
Masa gron odmiany 'Solaris'

Dobre plonowanie wymaga dużych form krzewów z łozami ciętymi na 4-6 pąków. Przy dłuższym cięciu osiąga się wysoki plon, któremu towarzyszy zwykle spadek jakości owoców i wina z takich owoców.

## Właściwości wina
Ze względu na dużą zawartość cukru z odmiany solaris nawet w chłodnych rejonach można wytwarzać deserowe naturalne słodkie wina.
Wino produkowane z odmiany solaris nadaje się do kupażowania z rieslingiem lub innymi podobnymi odmianami takimi jak hibernal, johanniter lub seyval. W winach badeńskich pojawiają się nuty ananasa, orzechów laskowych.

## Rozpowszechnienie
Solaris zyskał popularność w nowych nasadzeniach w chłodnych regionach Europy. Największy areał upraw (59 ha) znajduje się na terytorium Niemiec, przede wszystkim, wbrew odporności odmiany na chłód, w Badenii. Kilku winiarzy oferuje jednoodmianowe wina solaris (m.in. w chłodnej Saksonii). W 2004 roku powierzchnia upraw wynosiła 30 ha (wzrost z 19 ha w 2001).
Winnice w kilku szwajcarskich kantonach zajmują 11 ha. Solaris jest spotykany także w uprawie w Danii (4 ha, 2010) i Szwecji, a na eksperymentalną skalę w Norwegii i Belgii. W 2011 odmiana została urzędowo uznana we Włoszech.

## Synonimy
Odmiana solaris jest znana również pod nazwami FR 240-75 lub Freiburg 240-75.